# Ворона капська
Ворона капська Corvus capensis — вид горобцеподібних птахів роду Крук (Corvus) родини Воронові (Corvidae).

## Опис
48-50 см в довжину. Має пропорційно довші ноги, крила і хвіст, і набагато довший, тонкий дзьоб. Пір'я на голові має мідно-фіолетовий блиск, і горлове оперення досить довге і тріпається під час подавання голосу.

## Стиль життя
Їсть зерно та інше насіння, безхребетних, яких викопує потужними ударами довгого дзьоба. Відкриває кукурудзу в качанах, перш ніж вони повністю дозріли, цибулини і м'ясисті корені деяких рослин, їсть жаб і дрібних рептилій, фрукти і ягоди, яйця і пташенят наземних птахів.
Гнізда будує завжди на деревах, як правило, ближче до вершини. Було відомо, що гніздиться в чагарниках, але набагато рідше. Як правило, 3-4 яйця висиджуються протягом 18-19 днів і молодь оперяється за 38 днів. Зазвичай тільки 3 пташенят виживає.

## Поширення
Країни проживання: Ангола; Ботсвана; Еритрея; Ефіопія; Кенія; Лесото; Намібія; Сомалі; ПАР; Південний Судан; Судан; Есватіні; Танзанія; Замбія; Зімбабве. Цей вид зустрічається в двох окремих великих регіонах африканського континенту. Один простягається від мису на південному краю Африки до південної Анголи і до східного узбережжя Мозамбіку. Інша популяція відбувається у великому просторі від Південного Судану, Ефіопії, Танзанії та Кенії в Східну і Центральну Африку. Більш північне населення в середньому трохи менше, ніж на півдні. Мешкає на луках і пасовищах, болотах, сільськогосподарських районах з деревами або в рідколіссі для гніздування. Вид, здається, процвітає, особливо в сільськогосподарських районах.